# Рогач (Болгарія)
Рога́ч (болг. Рогач) — село в Кирджалійській області Болгарії. Входить до складу общини Крумовград.

## Населення
За даними перепису населення 2011 року у селі проживала 291 особа.
Національний склад населення села:
| Національність   | Кількість осіб | Відсоток |
| ---------------- | -------------- | -------- |
| турки            | 285            | 97,9%    |
| болгари          | 4              | 1,4%     |
| цигани           | 0              | 0%       |
| Всього відповіли | 291            |          |

Розподіл населення за віком у 2011 році:
Динаміка населення: